# 少年黑手黨
《少年黑手黨》（那不勒斯语：La paranza dei bambini）是2019年意大利導演克劳迪奥·乔瓦内西導演的那不勒斯语犯罪劇情片，由羅貝托·薩維亞諾2018年同名小说改编。获得2019年柏林电影银熊奖。

## 劇情
那不勒斯少年尼古拉·菲奥里洛和母亲以及年幼的弟弟一起生活在古老混乱的萨尼塔区，母亲的服装店经常受到卡莫拉的侵扰。
这个男孩的日常生活在与朋友和女朋友相处，以及为当地老大里诺·萨尔纳塔罗贩毒之间交替进行。萨尔纳塔罗因为不断勒索当地贫穷商人而臭名昭著。
一天，警察成功逮捕了许多黑手党成员，其中包括萨尔纳塔罗本人。尼古拉利用这个暂时的权力真空，纠集年轻的伙伴，在萨尼塔区确立了自己的地位。为此，他寻求斯特里亚诺的支持，他是曾经统治该地区的一个家族的唯一幸存者。很快，尼古拉和他的朋友团体在该地区巩固了自己的权力，这也得益于年迈的卡莫拉维托里奥的支持，他为少年黑手党提供了包括AK-47在内的枪支。
尼古拉发现斯特里亚诺兄弟中的一个在他不知情的情况下继续索要保护费，开始与这两兄弟交恶，同时西班牙区的帮派成员也威胁这个男孩、他的朋友和弟弟，警告他们永远不要再踏足西班牙区。当尼古拉和女朋友计划去普利亚旅行时，他年幼的弟弟拿到了一把手枪，兴致勃勃地对着一家店铺试枪。店铺老板赶到现场，开枪射杀了他。
尼古拉带着他的帮派成员骑车聚集在一起，去为弟弟报仇。故事拉下帷幕。